# Numbq
Numbq (Eigenschreibweise NuMBq) ist ein Musikalbum von Michael Bisio. Die am 14. August 2024 in Brooklyn entstandenen Aufnahmen erschienen am 14. Februar 2025 auf Mahakala Music.

## Hintergrund
Das Ensemble wurde vom Bassisten und Komponisten Michael Bisio konzipiert und geleitet; Bisio spielte mit Jay Rosen, dem langjährigen Mitstreiter des Bassisten am Schlagzeug, zusammen mit zwei Musikern, die traditionell in der klassischen Musik verwurzelt sind, der Bratschistin Melanie Dyer und der Englischhornistin Marianne Osiel.

## Titelliste
- Michael Bisio: NuMBq

1. Elegy for MG 14:37
2. Broken Waltz 5:43
3. Going Home/Amazing Grace 7:13
4. AC 2.0NU 4:44
5. Vib Gyor 5:34
6. Medicaid Melancholy 8:18
7. Densities Roy G Biv 6:42
8. Improv #1091 4:37

Die Kompositionen stammen von Michael Bisio.

## Rezeption
Nach Ansicht von Mark Corroto, der das Album in All About Jazz rezensierte, würde Bisio mit NuMBq die Grenze zwischen Kammermusik und Jazz verwischen – doch sollte man diese Session nicht auf die Kategorie „Third Stream“ beschränken. Während die Experimente von Gunther Schuller, Miles Davis und Gil Evans eher den Kontrast zwischen den beiden Stilen als deren Verschmelzung betont hätten, würden Bisios Kompositionen einen anderen Ansatz verfolgen und sich stärker an Ornette Colemans Prime Time (Opening the Caravan of Dreams, 1986) orientieren, in dem Improvisation und Struktur nahtlos nebeneinander existieren. Bisio und sein Quartett würden nicht einfach Jazz und Kammermusik verschmelzen – sie verschieben die Grenzen beider Bereiche und schaffen einen Klang, der ebenso unvorhersehbar wie fesselnd sei.
Seit den 1950er Jahren würden manche Jazzkünstler mit der Verschmelzung von Jazz und klassischer Musik experimentieren, gemeinhin als „Third Stream“ bezeichnet, schrieb S. Victor Aaron (Something Else!). Der renommierte Jazzbassist Michael Bisio – der sich auch in der klassischen Musik bestens auskennt – wage mit NuMBq seinen eigenen Versuch, diesen anspruchsvollen Hybrid zu ergründen und sein neues, einzigartiges Quartett vorzustellen.
Jede Vorstellung, dieses Genre sei ausgedient, werde von Bisio und seinem NuMBq-Ensemble schnell widerlegt, vor allem, weil dieses Quartett weder den Konventionen des Jazz noch der Klassik folge. Die einzigartigen Talente seines Ensembles würden sich mit Bisios einzigartiger kompositorischer Raffinesse vereinen und Elemente des Formalen mit dem Informellen verbinden – eine Alchemie, die Klänge hervorbringt, die die etablierten Formen, aus denen sie hervorgehen, herausfordern.